# 포키 & 프리츠의 날

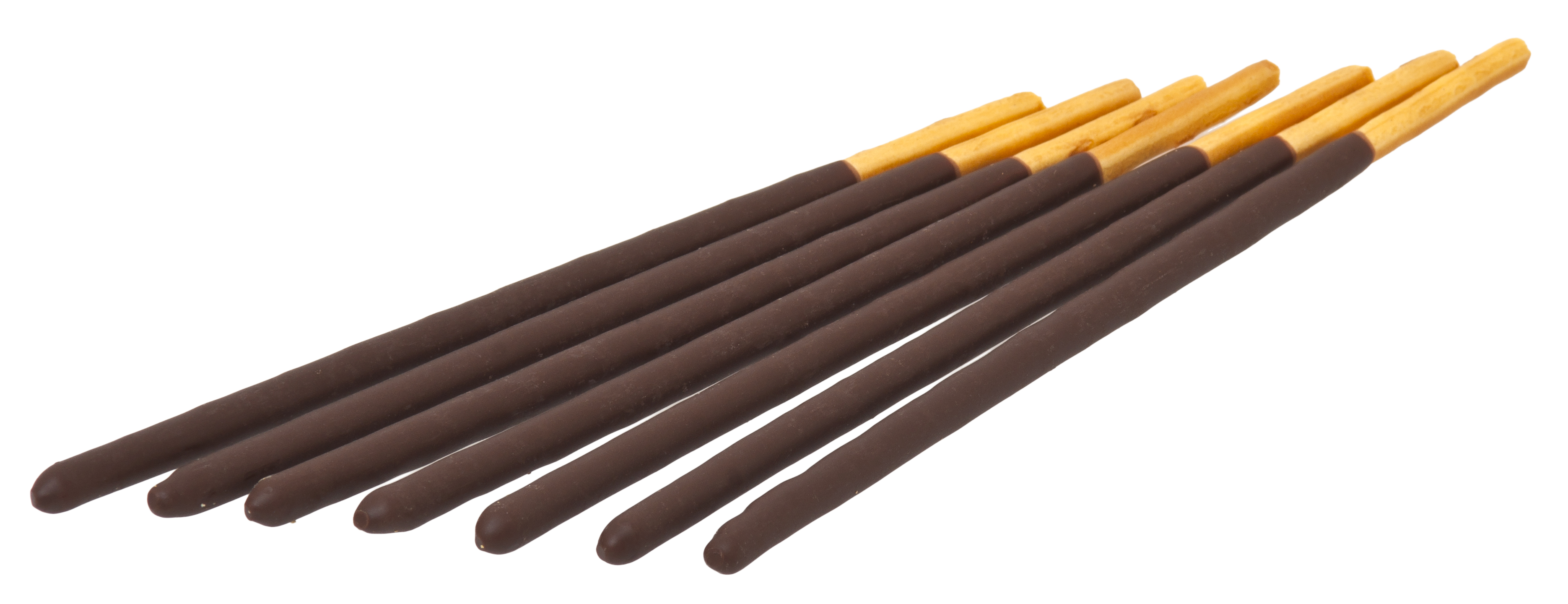
초콜릿이 입혀진 포키

포키 & 프리츠의 날(ポッキー&プリッツの日)은 일본의 제과 회사 에자키 글리코가 숫자의 1을 포키와 프리츠 모양으로 비유, "1"이 6개 늘어선 헤이세이 11년(1999년) 11월 11일을 계기로 이후 매년 11월 11일에 캠페인을 전개하고 있는 날이다. 일본 기념일 협회의 인정 기념일이다.

## 기네스 기록
2012년 11월 11일, "포키"를 포함한 트윗 수로 세계 기록을 목표로 하는 기획 『TRY WORLD RECORD on Twitter』가 펼쳐져, 이 날 하루 동안 184만3733회의 트윗을 기록, "트위터에서 24시간 동안 가장 많이 언급된 브랜드(Most mentions of a brand name in Twitter in 24 hours)"로서 기네스 세계 기록을 달성하고, 16일, 에자키 글리코 도쿄 시바우라 사무소에서 공식 인정원 카를로스 마르티네스로부터 인증서가 주어졌다. 다음 해인 2013년 같은 날에, 새로이 기록을 갱신했다.

## 같이 보기
- 포키
- 프리츠
- 빼빼로 데이